# Елица Манева
Елица Манева (на македонска литературна норма: Елица Манева) е археоложка и университетска преподавателка от Северна Македония.

## Биография
Родена е на 1 декември 1947 година в Битоля, тогава във Федерална Югославия. Завършва археология във Философския факултет в Белград в 1972 и магистърска степен в 1977 година в областта на античната археология. Защитава докторантура в 1991 година във Философския факултет в Скопския университет на тема от Средновековието. От 1973 до 1983 г. работи като куратор в Музея на Битоля, а от 1983 г. е професор по средновековна археология и раннохристиянска археология на Института по история на изкуството и археология във Философския факултет в Скопие. Провежда научни изследвания на антични и средновековни обекти (Хераклея, Битоля, Струмица, Демир Капия и др. обекти в Средното Повардарие). Редактор е на научното списание „Folia Archeologica Balkanica“ във Философския факултет.